# Ik wil deze nacht in de straten verdwalen
Ik wil deze nacht in de straten verdwalen is een Nederlandstalig liedje van de Belgische zanger Wannes Van de Velde uit 1973.
De B-kant van de single was een instrumentale versie van het nummer. De tweetalige versie van het lied was de soundtrack van de film Home Sweet Home van Benoît Lamy uit 1973 en het liedje is een van de bekendste werken uit het  œuvre van Wannes Van de Velde.
Een alternatieve opname van het nummer verscheen op zijn album Ne Zanger Is een Groep uit 1976.

## Covers
Volgende groepen en artiesten namen een cover van het nummer op:
- De Snaar op het album Snaar (Parsival Records, 1976)
- Koor Campinaria & De Heibinkjes op het album Op de Zangzolder (MPF Records, 1982)
- Hans De Booij op het album Vlaamse Helden (Dino Music, 1992)
- Les P'tits Belges op het album Come Prima (M.A.P. Records, 2001)
- Didier François (onder de naam Dans Cette Nuit J'ai Envie de me Perdre) op het album Sjansons Patinées (Homerecords.be; 2008)
- Een live-versie van Kadril op hun verzamel-cd Grand Cru (Wild Boar Music, 2011)
- Tourist LeMC (onder de titel Deze nacht) (Top Notch Music VOF, 2014)

Voorts werd het nummer door tal van andere artiesten gecoverd tijdens optredens voor diverse gelegenheden. Zoals onder andere Yasmine tijdens de presentatie van Vlaanderen Feest, Peter Evrard tijdens het VRT-programma Zo is er maar een en Axl Peleman tijdens een optreden in Park Spoor Noord te Antwerpen.